# Богданово (Сливенская область)
Богданово (болг. Богданово) — село в Болгарии. Находится в Сливенской области, входит в общину Нова-Загора. Население составляет 408 человек.

## Политическая ситуация
В местном кметстве Богданово, в состав которого входит Богданово, должность кмета (старосты) исполняет Динё Стойков Динев (независимый) по результатам выборов.
Кмет (мэр) общины Нова-Загора — Николай Георгиев Грозев (Граждане за европейское развитие Болгарии (ГЕРБ)) по результатам выборов.